# KVK Robur
KVK Robur is een Belgische voetbalclub uit Moerzeke. De club is aangesloten bij de KBVB met stamnummer 4162 en heeft blauw en wit als kleuren.

## Geschiedenis
Reeds in 1910 was in Moerzeke een voetbalploeg opgericht met de naam FC Robur Moerzeke, waarbij het Latijnse "Robur" staat voor "kracht". Na een viertal jaar brak echter de Eerste Wereldoorlog uit en de activiteiten van de voetbalploeg werden gestaakt.
Het duurde tot het eind van de Tweede Wereldoorlog eer een nieuwe voetbalclub werd opgericht. Deze club werd weer FC Robur Moerzeke genoemd en men sloot zich in 1944 aan bij de Belgische Voetbalbond, waar men stamnummer 4162 kreeg. De club ging van start in de gewestelijke reeksen.
FC Robur Moerzeke bleef de rest van de 20ste eeuw met afwisselend succes in Derde en Tweede Provinciale spelen. In 2003 werd Robur kampioen in Tweede Provinciale en de club promoveerde zo naar Eerste Provinciale, het hoogste provinciale niveau. Men zakte echter gauw weer naar Tweede Provinciale, tot men in 2013-2014 de eindronde voor promotie won en zo naar Eerste Provinciale promoveerde.
In 2014 fusioneerde KFC Robur Moerzeke met het naburige Verenigde Krachten Hamme, een jongere club die bij de KBVB was aangesloten met stamnummer 9118 en was weggezakt naar Vierde Provinciale. De fusieclub werd Verenigde Krachten Robur Moerzeke genoemd (VK Robur Moerzeke) en speelde verder met stamnummer 4162 van Robur. Stamnummer 9118 werd geschrapt.

## Bekende spelers
- Bart Van den Eede (jeugd)
- Stijn Vlaminck (jeugd)
- Michaël Van Hoey

## Resultaten
| Seizoen | Klasse | Klasse | Klasse | Klasse | Klasse | Klasse | Klasse | Klasse | Klasse | Reeks                                                    | Punten                                                   | Opmerkingen                                                               |
|         | I      | I      | II     | III    | IV     | P.I    | P.II   | P.III  | P.IV   |                                                          |                                                          |                                                                           |
| ------- | ------ | ------ | ------ | ------ | ------ | ------ | ------ | ------ | ------ | -------------------------------------------------------- | -------------------------------------------------------- | ------------------------------------------------------------------------- |
| 2004/05 |        |        |        |        |        | 13     |        |        |        | Eerste prov. O.-Vl.                                      | 28                                                       |                                                                           |
| 2005/06 |        |        |        |        |        | 16     |        |        |        | Eerste prov. O.-Vl.                                      | 20                                                       |                                                                           |
| 2006/07 |        |        |        |        |        |        | 11     |        |        | Tweede prov. O.-Vl. C                                    | 36                                                       |                                                                           |
| 2007/08 |        |        |        |        |        |        | 4      |        |        | Tweede prov. O.-Vl. C                                    | 46                                                       |                                                                           |
| 2008/09 |        |        |        |        |        |        | 11     |        |        | Tweede prov. O.-Vl. C                                    | 34                                                       |                                                                           |
| 2009/10 |        |        |        |        |        |        | 8      |        |        | Tweede prov. O.-Vl. C                                    | 47                                                       |                                                                           |
| 2010/11 |        |        |        |        |        |        | 3      |        |        | Tweede prov. O.-Vl. C                                    | 53                                                       | Verloren in eindronde tegen LS Merendree                                  |
| 2011/12 |        |        |        |        |        |        | 3      |        |        | Tweede prov. O.-Vl. C                                    | 54                                                       | Verloren in finale van eindronde tegen KFC Hoger Op Kalken                |
| 2012/13 |        |        |        |        |        |        | 10     |        |        | Tweede prov. O.-Vl. C                                    | 35                                                       |                                                                           |
| 2013/14 |        |        |        |        |        |        | 11     |        |        | Tweede prov. O.-Vl. C                                    | 37                                                       | Promotie via eindronde door winst via penalty's tegen KV Eendracht Aalter |
| 2014/15 |        |        |        |        |        | 15     |        |        |        | Eerste prov. O.-Vl.                                      | 19                                                       |                                                                           |
| 2015/16 |        |        |        |        |        |        | 1      |        |        | Tweede prov. O.-Vl. C                                    | 62                                                       | Kampioen                                                                  |
|         | 1A     | 1B     | 1Am    | 2Am    | 3Am    | P.I    | P.II   | P.III  | P.IV   | Vanaf 2016-17 zijn er 3 nationale en 2 regionale niveaus | Vanaf 2016-17 zijn er 3 nationale en 2 regionale niveaus | Vanaf 2016-17 zijn er 3 nationale en 2 regionale niveaus                  |
| 2016/17 |        |        |        |        |        | 6      |        |        |        | Eerste prov. O.-Vl.                                      | 48                                                       |                                                                           |
| 2017/18 |        |        |        |        |        | 15     |        |        |        | Eerste prov. O.-Vl.                                      | 18                                                       |                                                                           |
| 2018/19 |        |        |        |        |        |        | 6      |        |        | Tweede prov. O.-Vl. C                                    | 48                                                       | Eerste ploeg neemt plaats van B-ploeg in, in derde provinciale            |
| 2019/20 |        |        |        |        |        |        |        | 6      |        | Derde prov. O.-Vl. E                                     | 39                                                       | Seizoen vroegtijdig stopgezet door Covid-19                               |
| 2020/21 |        |        |        |        |        |        |        | 2      |        | Derde prov. O.-Vl. E                                     | 12                                                       | Competitie vroegtijdig stopgezet vanwege de coronapandemie                |
| 2021/22 |        |        |        |        |        |        |        | 6      |        | Derde prov. O.-Vl. E                                     | 44                                                       |                                                                           |
| 2022/23 |        |        |        |        |        |        |        | 3      |        | Derde prov. O.-Vl. E                                     | 56                                                       | Verloren via penalty's in promotie-eindronde tegen SK Lochristi           |
| 2023/24 |        |        |        |        |        |        |        | 2      |        | Derde prov. O.-Vl. E                                     | 64                                                       |                                                                           |
| 2024/25 |        |        |        |        |        |        |        | 7      |        | Derde prov. O.-Vl. E                                     | 55                                                       |                                                                           |
| 2025/26 |        |        |        |        |        |        |        |        |        | Tweede prov. O-Vl. C                                     |                                                          |                                                                           |